# شعوب حدود الكرة الأرضية
شعوب حدود الكرة الأرضية (Antichthones): في الجغرافيا، هي الشعوب التي تعيش في الأجزاء الواقعة على الجهة المقابلة من الكرة الأرضية، أي الدول الواقعة على طرفي كوكب الأرض. والمصطلح مكون من الكلمتين الإغريقيتين ὰντὶ، نقيض وχθών، الكرة الأرضية.
كانت تعتقد أوروبا في العصر الكلاسيكي والعصور الوسطى أن الكرة الأرضية مقسومة عند خط الاستواء إلى نصفين، النصف الشمالي والنصف الجنوبي؛ وكان يطلق على هؤلاء الذين يعيشون في أحد النصفين أنهم في الجهة المقابلة للآخرين. ودافع عن هذه الفكرة ميلا وكتاب كلاسيكيون آخرون، على الرغم من أن الكتاب المسيحيين، الذين آمنوا بأن جميع البشر على وجه الكرة الأرضية ينحدرون من آدم، أنكروا احتمال أن يعيش أي إنسان في الجزء الجنوبي من الكرة الأرضية، إذا كان موجودًا في الأصل. وقد كتب سانت أوغسطينوس، مجادلاً من منطلق عصمة الكتب المقدسة، في كتابه مدينة الله (City of God) «أنه من غير المنطقي على الإطلاق القول إن بعض الرجال ربما ركبوا سفينة وجابوا المحيط الواسع كله وعبروا من ذلك الجانب من العالم إلى الجانب الآخر، أو أن حتى من يعيشون في هذه المنطقة النائية ينحدرون من سلالة نفس الإنسان الأول.»